# 蜂巣敦
蜂巣 敦（はちす あつし、1963年 - ）は、日本のフリーライター、ノンフィクション作家。栃木県出身。『月光』などサブカルチャー雑誌の編集を経て独立し、猟奇事件やオカルト、ホラー漫画・ホラー映画などについての著作を刊行している。

## 経歴
早稲田大学第二文学部中退。早稲田大学漫画研究会では漫画家のけらえいこと同期。先輩にはSF作家の吉岡平、映画評論家の町山智浩らがいる。
『月光』『牧歌メロン』『月光文化』『LHSM』など雑誌の編集に携わる。東京デカド社勤務を経てフリーに。『怪狂譚』では『GON』やその別冊、『SCARED（スケアード）』、ワニマガジン社『ワニの穴』といった雑誌・ムックへの寄稿を再録している。『「超」怖い話』の執筆にも携わった。また、異型民俗誌シリーズ『夜長姫』（パロル舎）の編集を担当した。
妻は、『月光』に「オキノニッキ」を連載していた美好沖野。

## 著書
- 『「贖罪のアナグラム (牧歌メロン増刊) 」宮﨑勤の世界』パロル舎、1990年3月 ASIN B075JDMXG7
- 『ドキュメント・連続少女殺人-孤高の鬼・吹上佐太郎』パロル舎、1993年4月  ISBN 978-4894191013
- 『デビルマン論』風塵社、1993年9月 ISBN 978-4938733056
- 『Mのオカルティズム 魔術師たちの犯罪』パロル舎、1995年7月 ISBN 978-4894191211
- 『日本の殺人者』青林工藝舎、1998年9月 ISBN 978-4883790128
- 『「巨泉の生き方」実践マニュアル』データハウス、2000年11月 ISBN 978-4887185814
- 『怪狂譚』パロル舎、2001年7月 ISBN 978-4894192416
- 『殺人現場を歩く』ミリオン出版、2003年7月 ISBN 978-4813010814 のち、ちくま文庫から2008年2月再刊
- 『「八つ墓村」は実在する』ミリオン出版、2005年10月 ISBN 978-4813020295
- 『怪奇譚』ちくま文庫、2005年8月 ISBN 978-4480420978
- 『殺人現場を歩く2 undercurrent』ミリオン出版、2006年7月 ISBN 978-4813020424

## 編著
- 『夜長姫叢書1 生首考』1994年
- 『夜長姫叢書2 人形考』1997年

## 共著
- 『医者につける百薬』1994年
- 『大世紀末ホラームービー絶叫!!カタログ』1999年
- 『The Nightmare from TheMovies ホラー映画〜戦慄と怪奇の物語』2000年